# Władysława Wołowska Mussi
Władysława Wołowska Mussi (ur. 11 sierpnia 1910 w Kurytybie, zm. 14 lipca 2012 we Florianópolis) – brazylijska lekarz ginekolog-położnik.
Pochodziła z rodziny o polskich emigrantów i do końca życia biegle mówiła po polsku. W 1932 ukończyła studia medyczne na Uniwersytecie Federalnym w Paranie (Universidade Federal do Paraná) (UFPR), była pierwszą kobietą, która studiowała medycynę w Brazylii. Po studiach poślubiła Antônio Dib Mussiego, zamieszkali w Laguna, a następnie w Orleans. Od 1940 mieszkała we Florianópolis, gdzie była znana jako wysokiej klasy specjalista-ginekolog. Pracowała w Akademii Medycznej w Santa Catarina i przez dziewięć kadencji była dyrektorem katedry ginekologii i położnictwa, gdzie wykonała wiele pionierskich zabiegów medycznych. Specjalizowała się profilaktyce chorób nowotworowych, współpracowała z organizacjami feministycznymi propagując regularne badania ginekologiczne i rozwój świadomego macierzyństwa. Zmarła w wieku 101 lat wskutek powikłań po operacji złamania kości udowej.
Władysława Wołowska Mussi miała troje dzieci, córka Zuleika Wolowska Mussi Lenzi i starszy syn Carlos Wolowski Mussi są profesorami uniwersyteckimi, a młodszy syn Mario Wolowski Mussi jest wybitnym kardiologiem.